# Zobor (Nyitra)

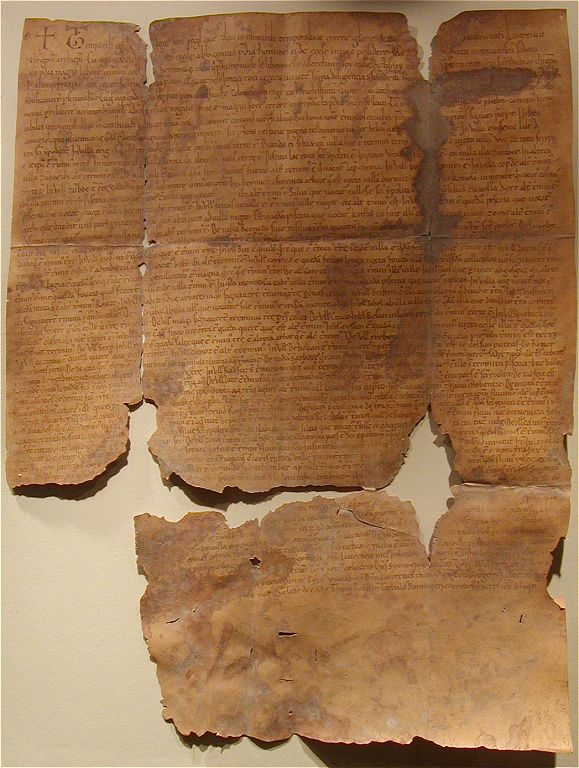
A zoborhegyi bencés apátság oklevele 1113-ből.

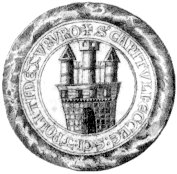
A zobori bencés kolostor 14. századi pecsétje

Zobor (szlovákul: Zobor) Nyitra városrésze Szlovákiában, a Nyitrai kerületben, a Nyitrai járásban.

## Fekvése
Nyitra központjától 3 km-re északkeletre, a Zobor-hegy alatt fekszik.

## Nevének eredete
A szláv eredetű zbor kifejezés magyarul gyülekezetet, csoportot jelent, utalva itt elsősorban a környék szerzeteseinek, remetéinek gyülekezőhelyére.

## Története
A Zobor-hegyről az ember évszázadok óta ellenőrizni tudta a környező vidéket. Ezt bizonyítják az itt előkerült bronzkori maradványok is. A 9. században a Nagymorva Birodalom idején Nyitra várának előváraként kis vár állt ezen a helyen. Anonymus szerint a honfoglalás idején Zobor Szvatopluk helytartója, a Nyitra környéki terület ura volt. Amikor a honfoglalók Huba vezetésével elfoglalták ezt a földet, Zobort a városhoz közeli hegyen felakasztották. A hegy sokáig a Zobor hegye nevet viselte. A kereszténység magyarországi meggyökeresedésében és terjesztésében a bencés szerzetesrendnek volt legnagyobb szerepe. A bencések Szent Hippolit kolostora a 10. században létesült, valószínűleg a környék régóta itt élő remetéi, szerzetesei alapították. A Szent István korában alapított zoborhegyi bencés apátság egyike Magyarország legkorábbi szerzetesi közösségeinek. A kolostorban élt Szent Zoerard-András, az első magyarországi szentek egyike, aki Fülöp apát engedélyével remeteségbe vonult a környékbeli erdőségbe. Szent István birtokadománya következtében az apátság jelentős földbirtokkal rendelkezett. Az apátság 1111. és 1113. évi birtokleveleiből kitűnik, hogy Szent István király a Vág folyón szállított áruk vámjának, valamint Nyitra és Trencsén vásárvámjainak harmadát és Dovár birtok egy részét az apátságnak adta. Kálmán király a sorozatos cseh betörések miatt megerősítette az apátság védelmét. 1471-ben Kázmér lengyel herceg – Mátyás ellenfele – Nyitrát elfoglalta és a szerzetesek elmenekültek. Az apátság helyére épült 1695-ben a kamalduliak kolostora, mely a szerzetesrend tulajdonában volt 1782-ig, a rend feloszlatásáig, amikor a kamalduliak elhagyták a kolostort. Az épületet 1953-ban átépítették, s légzőszervi panaszokat kezelő gyógyintézményt hoztak létre benne. Területén évszázados hagyományai vannak a szőlőtermesztésnek is, mely lakóinak fontos bevételi forrása volt. Szent Orbánnak szentelt temploma a 18. században épült.
Vályi András szerint "Zobor, Nyitra Vármegy. Remete lakó hely, holott az előtt a’ Kamadulensiseknek Klastromjok vala, most földes Ura a’ Relig. Kintstár, fekszik Nyitrának, ’s Darázsinak szomszédságában, és annak filiája."
Nyitra vármegye monográfiája így ír a Zoborhegyről és a kolostorról: "egy óra alatt följuthatunk az 587 méter magas Zobor hegyre, mely a nyaralók területén túl tölgyerdővel van borítva. Az erdőség részben a püspökség, részben az esztergomi káptalan tulajdona. Nyugot felé kiemelkedő ormán áll a Magyarország ezredéves ünnepe alkalmából, a honfoglalással kapcsolatban levő legnevezetesebb pontokon, 1896-ban felállított hét emlékmű egyike. A zobori emlék egy szélesebb alépítményből kiemelkedő húsz méter magas gránit-obeliszk. Mint a többi emlékművet, ezt is Berczik Gyula tervezte. A hatalmas kőszál messze ellátszik a Nyitra völgyébe, melynek a vágmenti és a barsi dombvonulatok koszorújával befoglalt hullámos síkját, sűrűn fehérlő helységeit viszont egészen kiterítve látjuk alattunk, az obeliszk talpának lépcsőkövéről nézve. A Zobor-hegy nyugoti oldalán van egy régi kolostor, a hajdani zoborhegyi apátságé. A Szt. István alapította apátság benczéseké volt; 1691-ben azonban kamalduli szerzeteseké lőn. A kolostor ma vendéglőül szolgál, méretei után itélve elég nagy terjedelmű temploma romban hever. A kolostor közelében van a Zobor egy más nevezetessége, a Zórád-barlang. A Zobor-hegyen a filloxera pusztítása előtt híres szőlők voltak, melyek zamatos borokat termettek, mert a délnek fekvő lejtő igen kedvező a szőlőre. A filloxera letarolván az egész szőlőterületet, az parlagon maradt és csak nyaralóhely gyanánt használták. A Zobor-hegyközség a szőlőmívelés érdeke előmozdítása végett 1895. év deczember hó 15-én alakult meg s hozzáfogott a szőlők uj betelepítéséhez."
"A hegyközséget különböző völgyek szaggatják meg, keletről nyugot felé a következő sorrendben: Mártonvölgy, Kiskőút, Urivölgy, Komlóvölgy, Nagykőút; a Zobor az Ujhegyben végződik. Az említett völgyek a Felső-Zobort egy Gerencsértől Darázsiba vezető úttal választják el, mely utat vérútnak hívnak, mert a hagyomány szerint ezen vitték Zobor vezért a Kopasz-hegyre felakasztani. Az Alsó-Zoboron van Szt. Orbán-kápolna, mely eleinte oly kicsi volt, hogy az oltáron kívül alig fért be tíz ember, 1872-ben Szt. Szevér ereklyéjét helyezték el az oltárban 1873-ban a kápolnát Filberger Rezső kibővítette annyira, hogy a régi kis kápolna a Zobor község lakóit magába fogadhatja. Van a hegyközségben egy kőbánya, melyben a legkeményebb gránitot törik. A bánya Nyitra város tulajdona. Az utóbbi időben szépészeti egyesület is alakult, mely Nyitra város környékére terjeszti ki működését. Ez a Zoboron keresztül vezető utakat a millenniumi oszlopig színes táblákkal szerelte föl."

## Nevezetességei
- A kamalduliak kolostora (helyén állt a 10. századi bencés kolostor), 1695-ben építették.
- Szent Zoerard-András remetebarlangja.
- A zoborhegyi bencés apátság 1111-ből és 1113-ból származó birtoklevelei. Kálmán király ezen oklevelekkel erősítette meg az apátság birtokait, melyben az egyes birtokrészeket illetve azok határait sorolta fel. Az oklevél jelenleg a nyitrai püspökség levéltárában található. Az oklevelet olykor tévesen a zobori apátság alapító okleveleként is említik.
- A Szent István idejében alapított zoborhegyi bencés apátság ma már nem létező kolostorának egyetlen fennmaradt ábrázolása a felsőköröskényi Szent Szűz tiszteletére szentelt, római katolikus templom gótikus freskóján látható.
- Szent Orbán templom (18. század).
- A zoborhegyi millenniumi emlékmű a történelmi Magyarország hét millenniumi emlékművének egyike volt. Az 1896. augusztus 20-i avatóünnepségen Perczel Dezső belügyminiszter mondott ünnepi beszédet. A Zobor-hegy csúcsán levő, 20 méter magas, henger alakú talapzaton álló gránit obeliszket Berczik Gyula tervei alapján építették. A talapzat felső részén, az obeliszk lábánál elhelyezett, négy világtáj felé néző turulmadaras szobrok Kallós Ede alkotásai voltak. Csehszlovákia létrejöttekor az emlékművet a csehszlovák hadsereg felrobbantotta.[3]
- A Szentlélek Szolgálói Örökimádó Nővérek Zobor-hegyi kolostorát 2008. november 15-én szentelték fel. A rendkívül szigorú szabályok szerint, a külvilágtól elzártan élő, folytonosan imádkozó, világszerte mindössze 400 tagot számláló szerzetesrend zobori kolostorában négy nővér tevékenykedik. Ez a szerzetesrend egyetlen szlovákiai kolostora.

## Külső hivatkozások
- Nyitra város hivatalos oldala (szlovákul)[halott link]
- A zoborhegyi bencés kolostor és keletkezése (szlovákul)
- A zoborhegyi kolostor feltárása (szlovákul)
- Zoborhegy a Bencés Diákszövetség honlapján Archiválva 2013. augusztus 18-i dátummal a Wayback Machine-ben